# John R. Goodin

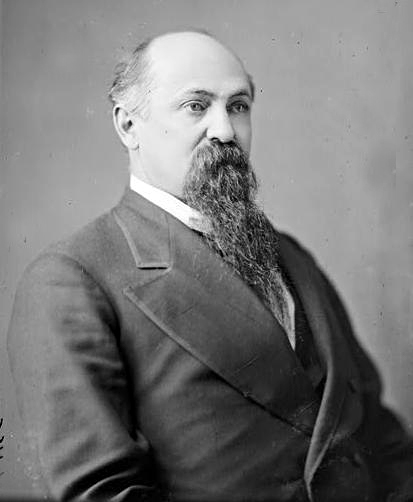
John R. Goodin

John Randolph Goodin (* 14. Dezember 1836 in Tiffin, Ohio; † 18. Dezember 1885 in Kansas City, Kansas) war ein US-amerikanischer Politiker. Zwischen 1875 und 1877 vertrat er den Bundesstaat Kansas im US-Repräsentantenhaus.

## Werdegang
Im Jahr 1844 zog John Goodin mit seinem Vater nach Kenton in Ohio. Dort absolvierte er die High School. Außerdem besuchte er das Geneva College. Nach einem Jurastudium und seiner im Jahr 1857 erfolgten Zulassung als Rechtsanwalt begann er in Kenton in seinem neuen Beruf zu arbeiten. Im Jahr 1859 zog er nach Humboldt in Kansas.
Goodin war Mitglied der Demokratischen Partei. Im Jahr 1866 wurde er in das Repräsentantenhaus von Kansas gewählt. Von 1868 bis 1876 war Goodin Richter im siebten Gerichtsbezirk seines Staates. Bei den Kongresswahlen des Jahres 1874, die staatsweit abgehalten wurden, wurde er als Kandidat seiner Partei in das US-Repräsentantenhaus in Washington, D.C. gewählt. Dort trat er am 4. März 1875 die Nachfolge von Stephen A. Cobb an. Da er aber bei den Wahlen des Jahres 1876 nicht bestätigt wurde, konnte er bis zum 3. März 1877 nur eine Legislaturperiode im Kongress absolvieren.
Nach seiner Zeit im Kongress gab John Goodin die Zeitung „Inter State“ in Humboldt heraus. Er starb im Dezember 1885 in Kansas City und wurde dort auch beigesetzt.